# Замок Таураге
Замок Таураге (лит. Tauragės pilis) - будівля 19 століття в Таураге, неподалік від узбережжя Балтійського моря. Спочатку він був побудований між 1844 і 1847 роками як будівля митниці.

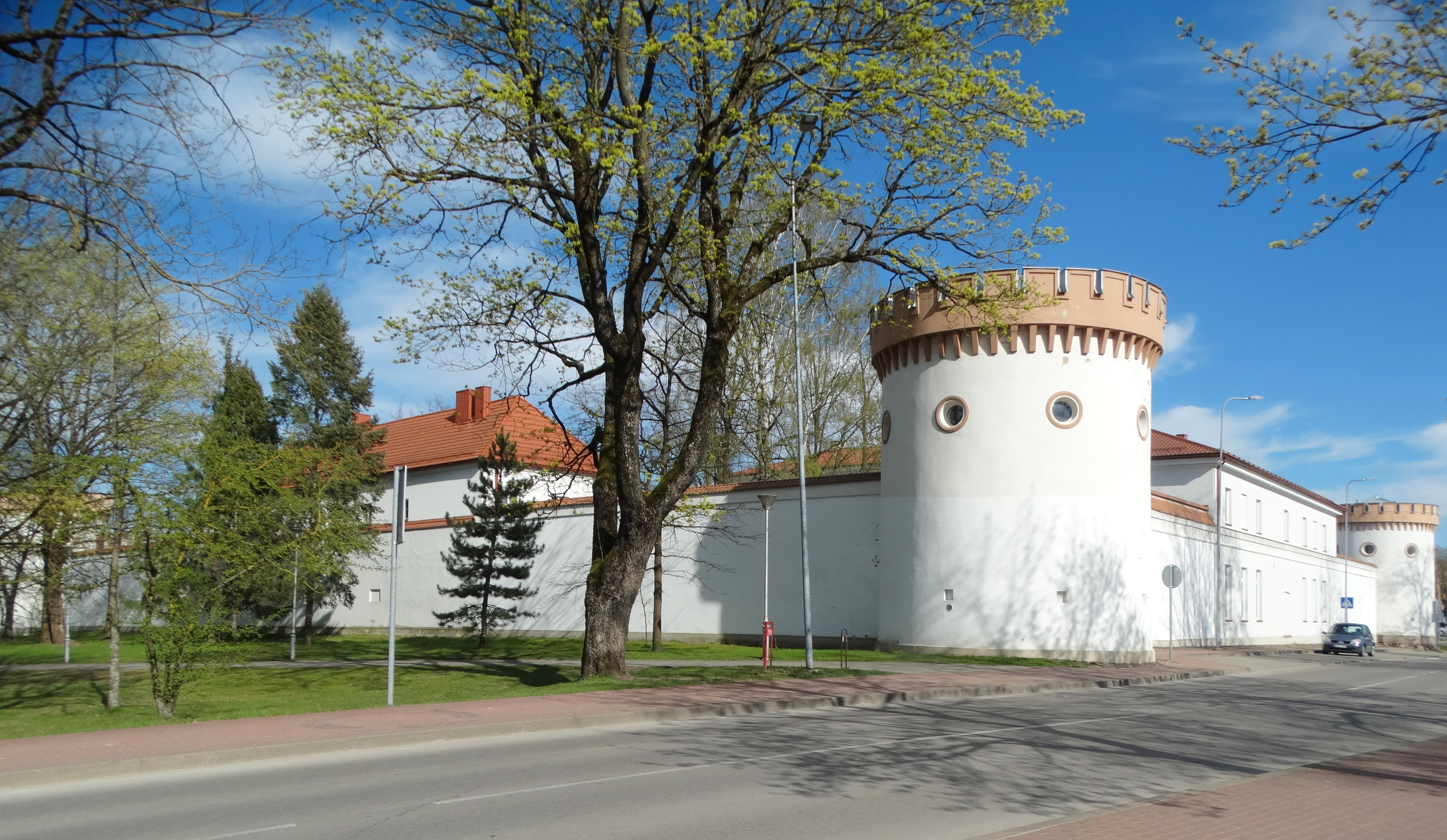
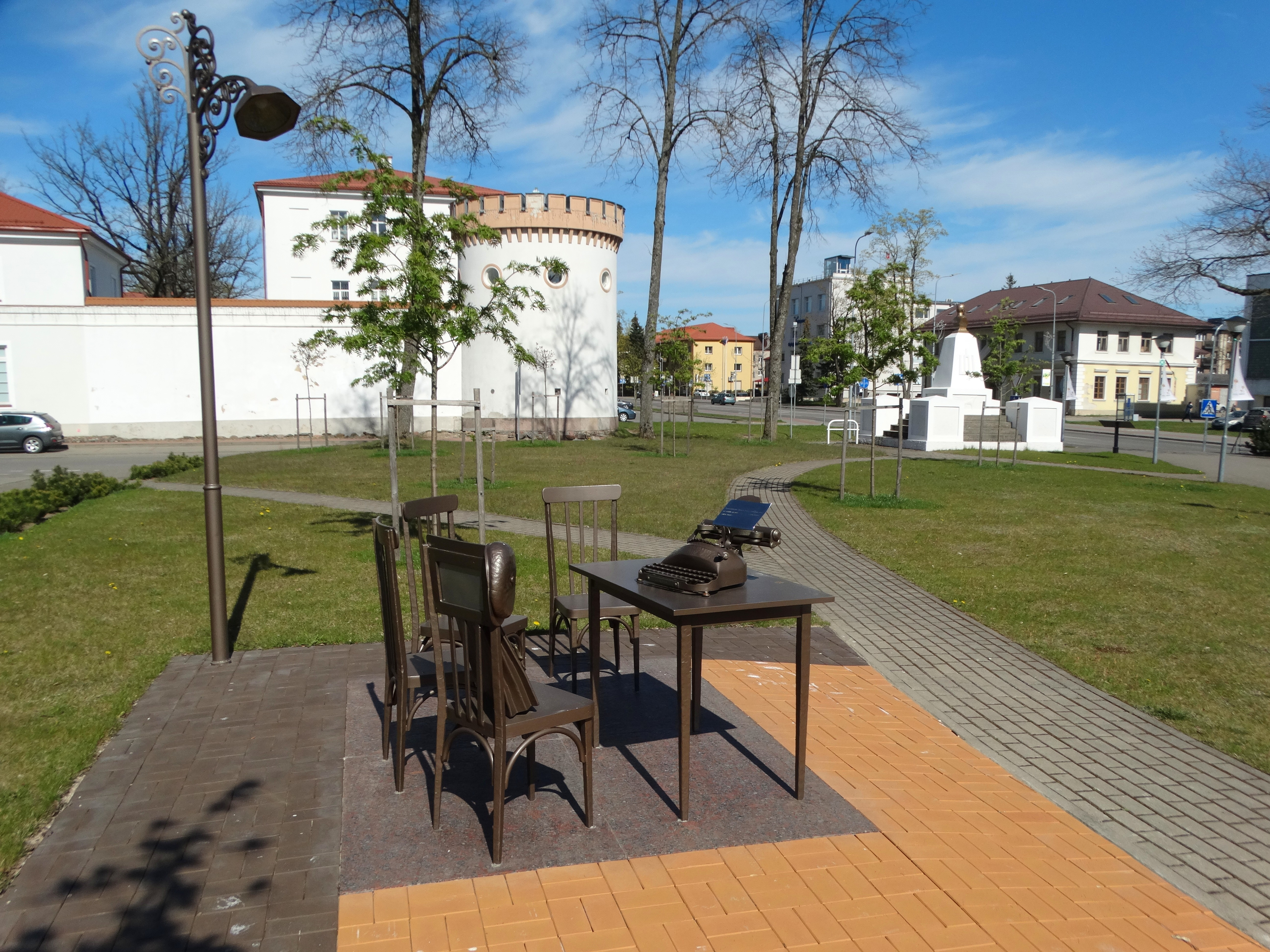
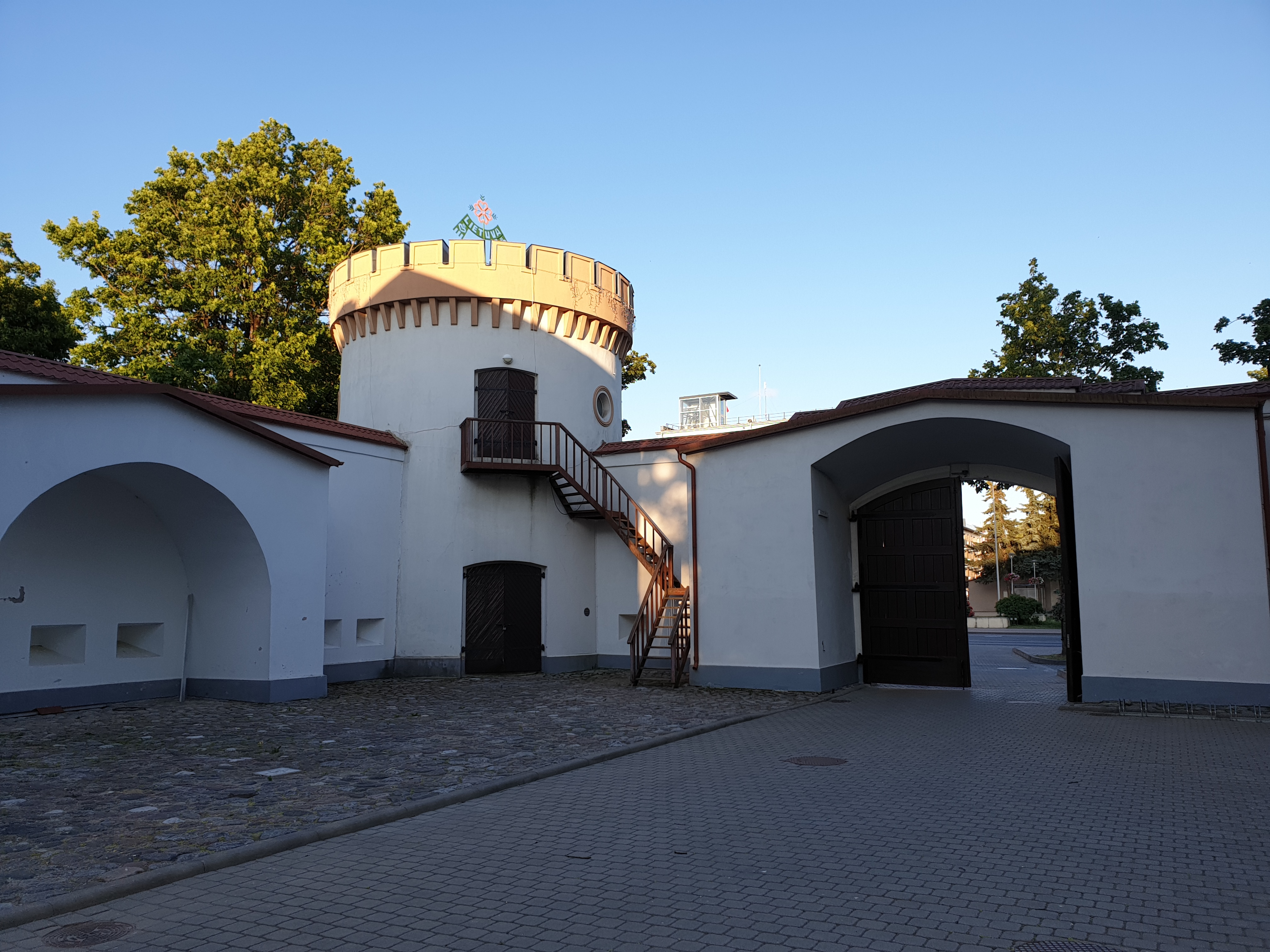